# William Casey
Pour les articles homonymes, voir Casey.
William Joseph Casey, né le 13 mars 1913 à Elmhurst et mort le 6 mai 1987  à Roslyn Harbor, est un homme politique et homme d'État américain. Il est notamment directeur de la Central Intelligence Agency de 1981 à 1987.

## Biographie

### Préalable politique
De 1971 à 1973, il est le directeur de la SEC, organisme chargé de contrôler les transactions financières de la bourse à Wall Street.
Casey est membre du PFIAB sous la présidence Ford.

### Directeur de la CIA (1981-1987)
Après avoir dirigé la campagne de Ronald Reagan au cours de l'élection présidentielle de 1980, Casey est nommé directeur de la CIA en 1981 et le reste jusqu'en 1987. Il cherche alors à renforcer le rôle de la CIA dans les processus de décision et rétablit la plupart des postes supprimés par ses prédécesseurs James Schlesinger et Stansfield Turner.
Sous son influence, les activités clandestines sont intensifiées ainsi que le travail d'exploitation de l'agence. Ainsi, alors que sous la présidence de Jimmy Carter 2 à 3 actions clandestines majeures avaient été annoncées au House Permanent Select Committee on Intelligence, ce nombre était déjà de 12 à 14 durant les deux premières années de la présidence de Reagan. La CIA, qui ne publiait environ que 12 Intelligence Estimates par an sous Carter, en publia près de 50 par an sous Reagan.
L'historien Joseph Trento considère que William Casey était l'un des directeurs les plus puissants de la CIA depuis Allen Dulles. Ce constat est confirmé par William Steele, ancien officier de la CIA des opérations clandestines ; selon lui Casey était plus puissant qu'un Secrétaire d'État, du fait de son amitié avec Ronald Reagan.
Il amplifie le programme afghan, qui visait à soutenir militairement les moudjahidines combattant le gouvernement afghan et son allié soviétique. Il ira même jusqu'à suggérer aux moudjahidines de porter la guerre sur le territoire de l'Union soviétique. En 1985, des combattants patronnés par Washington mèneront des raids contre des installations militaires, des dépôts et des usines sur le territoire de l'URSS. Craignant une éventuelle riposte soviétique, Ronald Reagan donna l'ordre de ne plus reproduire ce genre d'opération.
Il est membre du Committee on the Present Danger.
Il décède en 1987 et sa femme Sophia en 2000.